# Дебреценский филармонический оркестр
Дебреценский филармонический оркестр (венг. Debreceni Filharmonikus Zenekar) — венгерский симфонический оркестр, базирующийся в городе Дебрецен. Основан в 1923 году под патронатом железнодорожной компании MÁV (Magyar Államvasútak), с 1952 года действует самостоятельно.
На протяжении истории оркестра с ним выступали такие солисты, как Марта Аргерих, Лазарь Берман, Гидон Кремер, за пультом оказывались Карло Цекки, Карел Анчерл, Шарль Дютуа. Художественный руководитель оркестра с 2006 г. — Балаж Кочар.
Среди гастрольных маршрутов оркестра — Франция, Италия, Германия, Австрия, Польша, Словакия, Румыния, Болгария и др.